# 潞田镇
潞田镇，是中华人民共和国江西省吉安市万安县下辖的一个乡镇级行政单位。

## 行政区划
潞田镇下辖以下地区：
潞田社区、潞田村、寨下村、田心村、高坑村、下石村、读堂村、银塘村、邹江村、东村和楼下村。